# ناجي العلي (فلم)
ناجي العلي هو فيلمٌ سيرة ذاتية مصري فلسطيني من إنتاج سنة 1992. الفيلم من إخراج عاطف الطيب، وتأليف بشير الديك، وإنتاج شركة إن بي ومجلة فن، ومن بطولة نور الشريف، وليلى جبر، ومحمود الجندي، وأحمد الزين، وتقلا شمعون، وعلي طحان. تم دبلجة الفيلم إلى اللغة الفارسية، وبثه التلفزيون الإيراني أكثر من مرة. ويتناول الفيلم حياة فنان الكاريكاتير الفلسطيني الراحل ناجي العلي منذ طفولته وحتى اغتياله.

## ملخص القصة
بعد واقعة الاغتيال التي تعرض لها الفنان الفلسطيني ناجي العلي في لندن في عام 1987، يعود الفيلم بأحداثه إلى الوراء حيث يسترجع المحطات التي مر بها ناجي العلي في حياته بدء من نزوحه مع أسرته إلى لبنان، ثم عمله في الكويت، ثم عودته إلى لبنان مجددًا خلال فترة الحرب الأهلية اللبنانية.

## طاقم التمثيل
| - نور الشريف بدور ناجي العلي - ليلى جبر - محمود الجندي بدور الرجل السكير - أحمد الزين - تقلا شمعون - محمود مبسوط (فهمان) - علي طحان - وجيه عساف - سليم كلاس - رياض يزبك | - حسام الصباح - رفيق علي أحمد - سعاد كريم - ماجد أفيوني - شوقي متى - أحمد علي الزين - نبيلة النابلسي - عبدالكريم عمر - ليلى عوض - غادة واصف | - سعيد عبدالسلام - عزة البحرة - إسكندر عزيز - عدنان بركات - أسامة نعنوع - سامي نعنوع - عامر دندن - كميل فرحات - علي طحان | - ليلى دمياطي - راندا حامد - محمود فرحات - مجدي مشموشي - حسن فرحات - خالد السيد - أحمد قعبور - نعمه بدوي - وفاء شرارة |

## وصلات خارجية
- مقالات تستعمل روابط فنية بلا صلة مع ويكي بيانات